# Front mediterrani

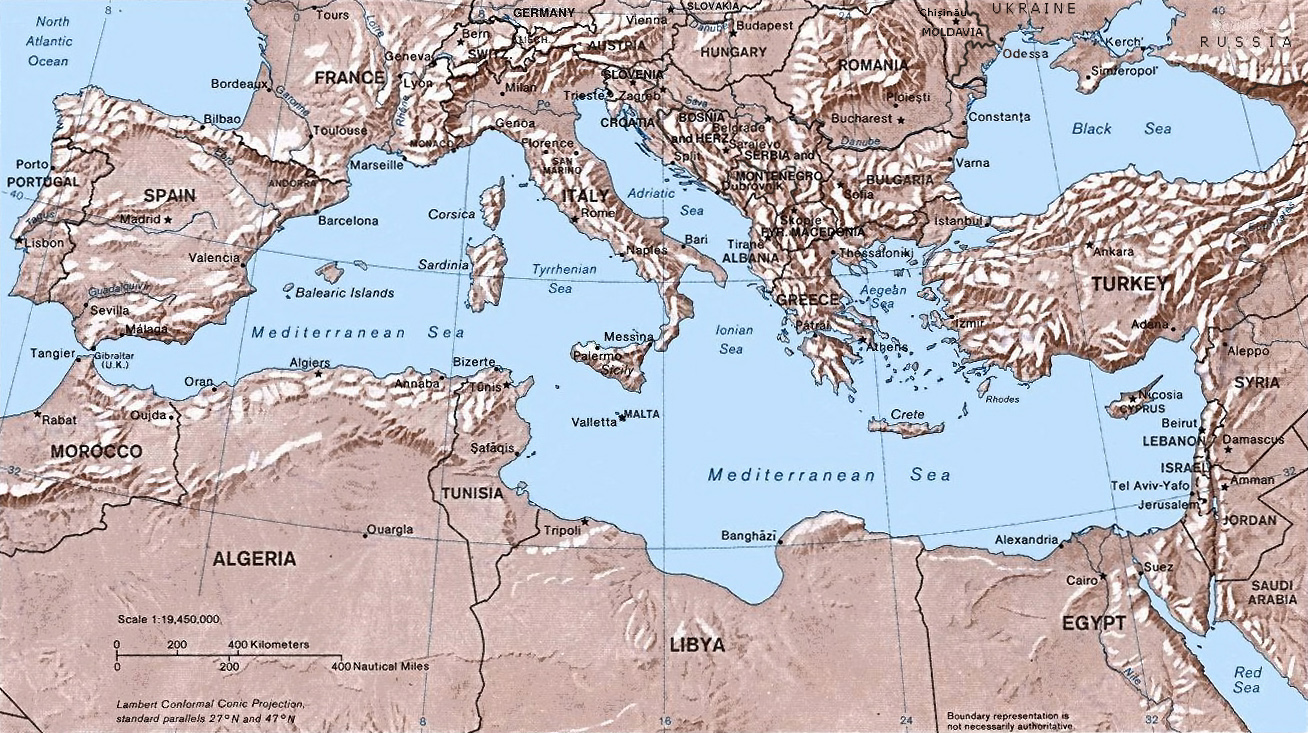
Relleu de la conca del Mediterrani

El front mediterrani és un front meteorològic que s'origina per la trobada entre una massa d'aire mediterrani i una altra massa d'aire (freqüentment aquesta massa d'aire és la polar).

## Orografia de la Conca del mediterrani
El relleu de la conca del mediterrani és peculiar, ja que presenta altes serralades com els Alps, Pirineus, l'Atles, etc., que envolten un mar quasi tancat amb una temperatura més càlida i una evaporació més intensa que la de les terres i oceans propers.

## Massa d'aire mediterrani
La massa d'aire mediterrània es forma gràcies a l'arribada, en condicions meteorològiques estables, d'una massa d'aire que queda relativament aïllada i pateix una transformació física (per intercanvi de calor i humitat amb l'aigua subjacent). Aquesta massa d'aire que arriba fa uns 2.000 metres de gruix i omple tot el fons de la cubeta mediterrània.

## Encontre de masses d'aire
En canviar la situació meteorològica la massa d'aire mediterrani oposa resistència a noves arribades de masses d'aire i es forma un front (mediterrani) autòcton. De vegades el front mediterrani no és altra cosa que el front polar ressituat dins la mediterrània i quasi estacionat
Sobre el front mediterrani es poden formar pertorbacions ciclòniques violentes o activitat convectiva (tempestes). Normalment el front mediterrani limita la invasió d'aire fred polar, però hi ha casos més complexos.